# Rue Le Brun
Ne doit pas être confondu avec Rue Lebrun.
Pour les articles homonymes, voir Le Brun.
La rue Le Brun est une voie du quartier de la Salpêtrière dans le 13e arrondissement de Paris.

## Situation et accès
La rue Le Brun est desservie par la ligne 7 à la station Les Gobelins.

## Origine du nom
Elle doit son nom au peintre et décorateur Charles Le Brun, en raison de la proximité de la Manufacture des Gobelins dont il fut le premier directeur à la fin du XVIIe siècle. 

## Historique
Cette rue est une ancienne partie de la rue des Fossés-Saint-Marcel qui fut amputée de sa section au sud du boulevard Saint-Marcel en 1867 pour devenir l'actuelle rue. Son tracé arrondi correspond au fossé d'une nouvelle enceinte, créée au milieu du XIVe siècle, 150 mètres au sud d'une précédente muraille pour protéger le bourg Saint-Marcel, agglomération autonome extérieure à Paris jusqu'en 1724. Une porte dans l'enceinte, la "porte Saint-Marcel"  ou "nouvelle porte Poupeline" pour la distinguer de l'ancienne porte à l'angle de la rue de la Reine Blanche, était située à l'angle de la rue Le Brun et de l'avenue des Gobelins qui était un tronçon de la rue Mouffetard, voie étroite avant l'aménagement de l'avenue dans les années 1860.
Après disparition de l'enceinte dont les fossés furent comblés en 1557 et en 1561, la rue s'est nommée "rue des Hauts-Fossés-Saint-Marcel".

## Bâtiments remarquables et lieux de mémoire
- Au no 4, un immeuble des architectes René et Marcel Remoissonnet.
- Au no 7, un immeuble décoré de céramique.

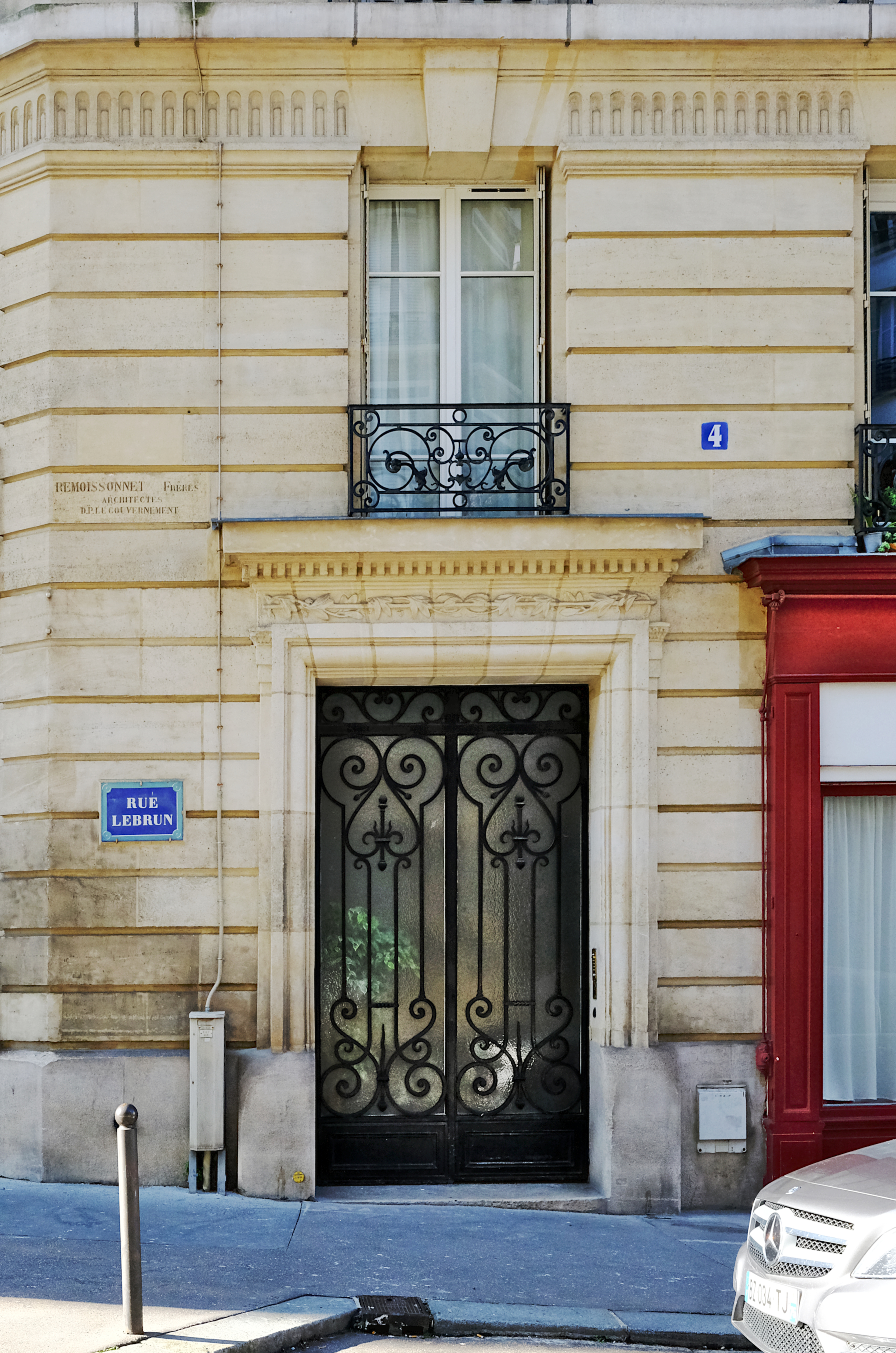
N°4
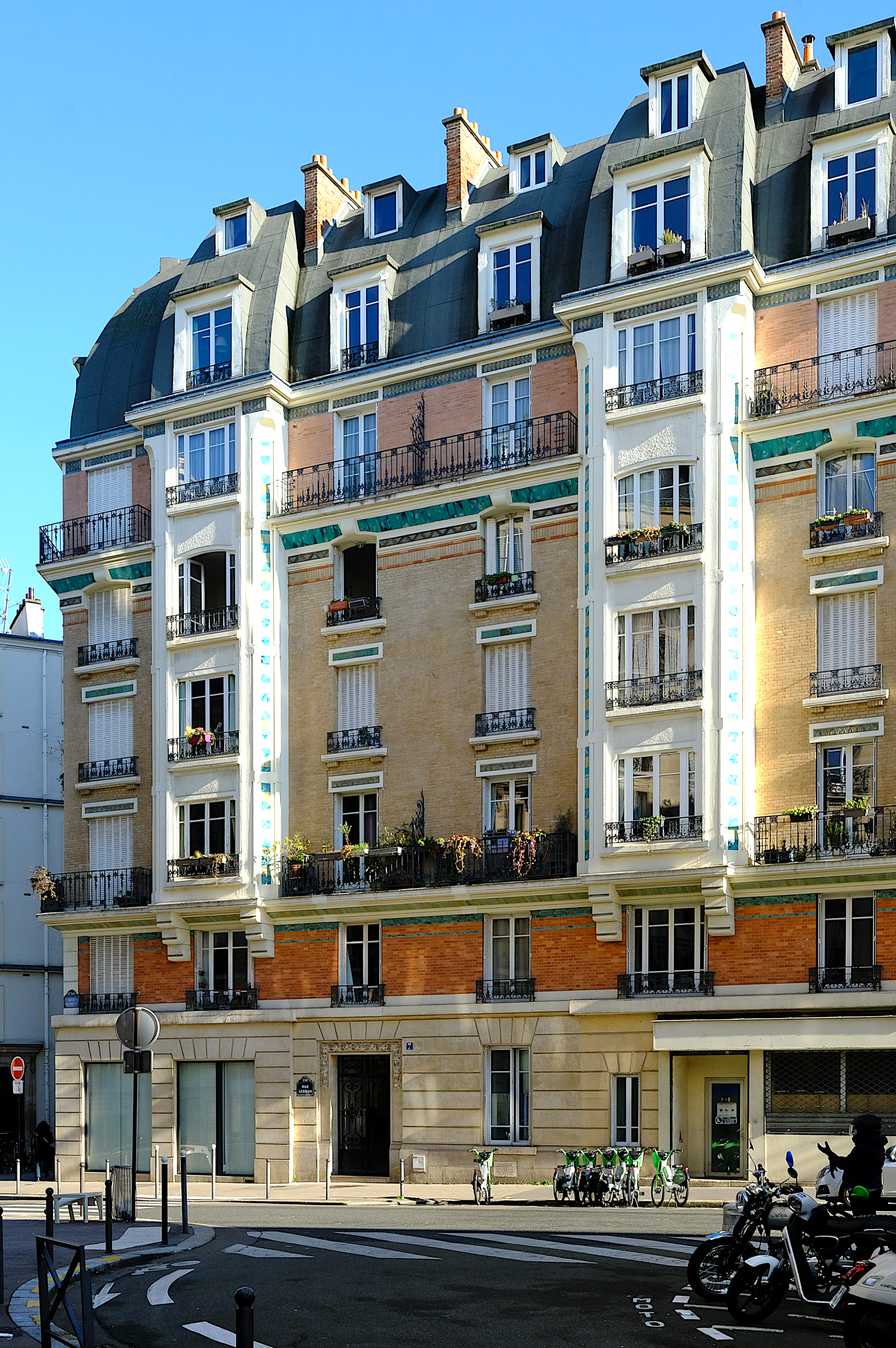
N°7

- Au no 20, le pavillon Jean de Julienne datant du XVIIIe siècle est classé aux monuments historiques depuis 1962[3]. Cette folie a été construite en 1727 pour l’entrepreneur Jean de Jullienne. Les jardins de ce pavillon s’étendaient jusqu’aux magasins de la manufacture de toiles de drap et de teinture à l’écarlate rue de la Reine-Blanche.

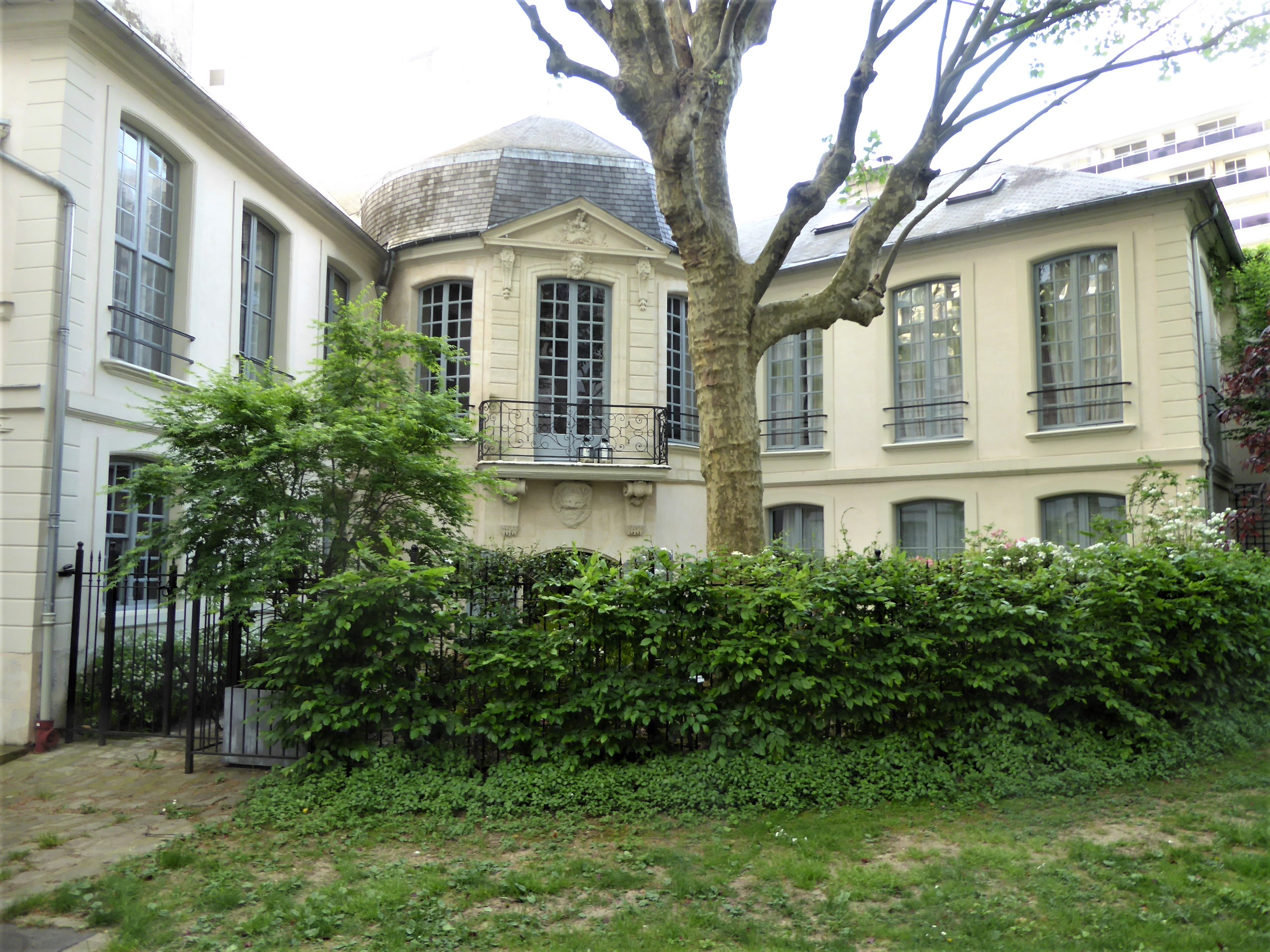
Folie de Julienne vue d’ensemble
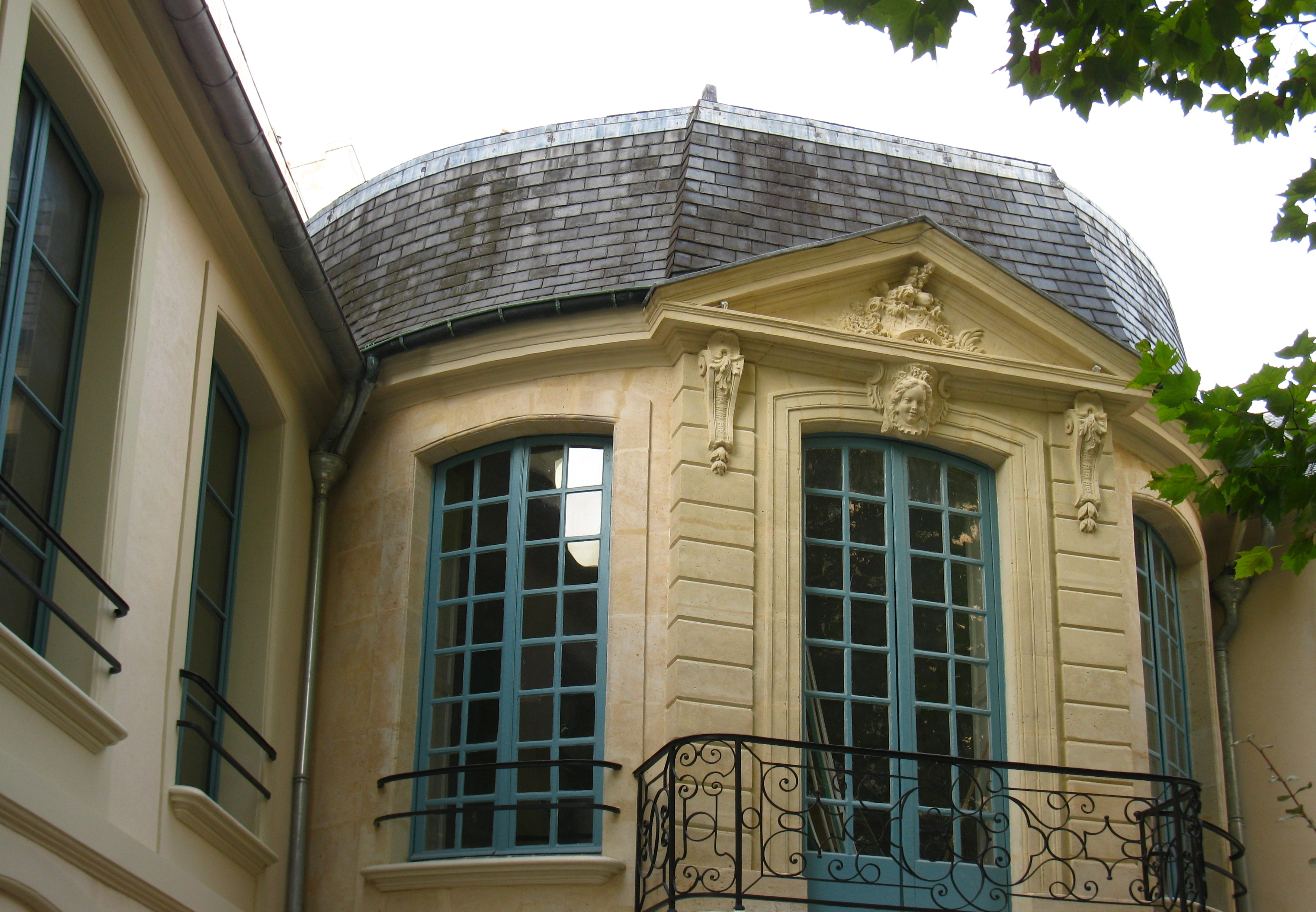
Premier étage du pavillon Jean de Julienne

- Le Centre de bus RATP de Lebrun.
- La rue débouche face à la Manufacture des Gobelins.